# دیگو برمودز (بازیکن فوتبال)
دیگو برمودز (انگلیسی: Diego Bermúdez؛ زادهٔ ۱۹ ژوئن ۱۹۸۲) بازیکن فوتبال اهل اسپانیا است.
از باشگاه‌هایی که در آن بازی کرده‌است می‌توان به باشگاه فوتبال آلکورکون، باشگاه فوتبال لگانس، باشگاه فوتبال کامپوستلا، و باشگاه فوتبال کادیس اشاره کرد.